# مهدی الحمیدان
مهدی الحمیدان (عربی: مهدي فيصل حميدان؛ زادهٔ ۱۹ مهٔ ۱۹۹۳) بازیکن فوتبال عضو تیم ملی بحرین است.
.